# Adesmia ovallensis
Adesmia ovallensis är en ärtväxtart som beskrevs av Ulibarri. Adesmia ovallensis ingår i släktet Adesmia och familjen ärtväxter. Inga underarter finns listade i Catalogue of Life.